# Фалкуша (Салаж)
Фалкуша (рум. Fălcușa) насеље је у Румунији у округу Салаж у општини Појана Бленкиј. Oпштина се налази на надморској висини од 340 m.

## Становништво
Према подацима из 2002. године у насељу је живело 91 становника, од којих су сви румунске националности.